# 質券
質券（しちけん）とは、中世日本において物品や土地に質権を設定して金銭や米穀を借用した際に債務者から債権者に出される証文。

## 概要
質券は院政期（11世紀末期）に登場したと推定され、大きく分けると入質（いれじち）と見質（現質/げんじち）・差質（さしじち）に分けられる。前者は担保物権の占有を債権者に引き渡すもので、それが不動産の場合は土地からの収益が債権者の利益となるため、別途利息を支払う必要はなかった。後者は今日の抵当に相当するもので占有は発生せず、債務者は別途利息を支払う必要があった。ただし、質券が登場した当初は占有を伴う入質は認められていなかった。質券本文には「借請、利銭事」などの事書に始まり、借物の種類と量・利息、返済期限、質物の種類と量が記載される。また、土地に質権を定める場合には権利文書の質入（文書質）が行われていた。12世紀後半に入ると、借書の中に質に関する規定を設け、質券としての意味を含むものが登場するようになる。
質券で設定された借物が返済されない場合、別途に流状や放状・譲状が債務者から債権者に渡されない限り、すなわち双方の合意が無い限りは担保物権は債務者の物になる質流れ（流質）は発生しなかった。当時の法観念では「質地に永領の法無し」と観念があり、債務者には質物をいつでも請戻を受ける権利を有しており、債権者は債務者が弁済・請出の請求をすればいつでも返還する義務を有した（「質券之習」「質券之法」）。これは律令国家が不動産質を禁止するなど、不動産の権利移転を厳しく規制する態度を示していた名残りと考えられている。そのため、前もって債務不履行の場合には質券をもって流質の証文とする旨（流質文言）を記載した文言が加えられる場合もあり、また利息を本銭（元本）の同額（すなわち、元利合わせて200％に達する状況）をもって上限としてそこに達した後に返済の催促をしてもなお返済を受けられない場合には債権者が質流れを要求できる慣習もあったが、それでも現実問題としてこうした文言や慣習によっても債務者の請戻権を否定される訳ではなかったから、質流れが認められるためには流文などの双方合意の証拠が必要とした（これは公家法・武家法・本所法とも基本的には同じである）。
なお、人身を質物とする貸借の場合には、当人の死亡・逃亡時に関する担保文言が、永仁の徳政令以降は所謂徳政文言が付記されることが多かった。